# Universidad de Vechta

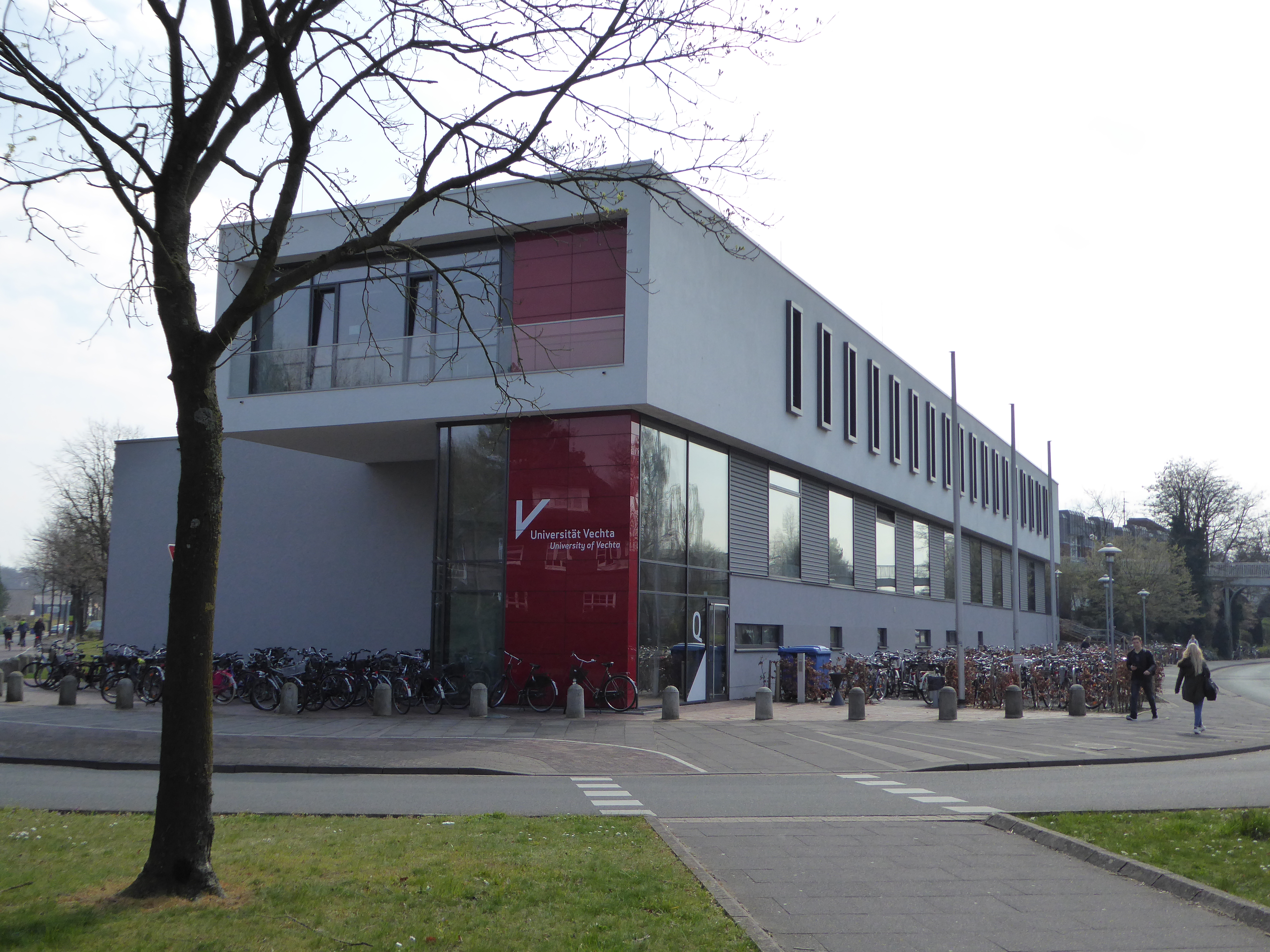
Edificio Q, esquina de Driver y Universitätsstraße

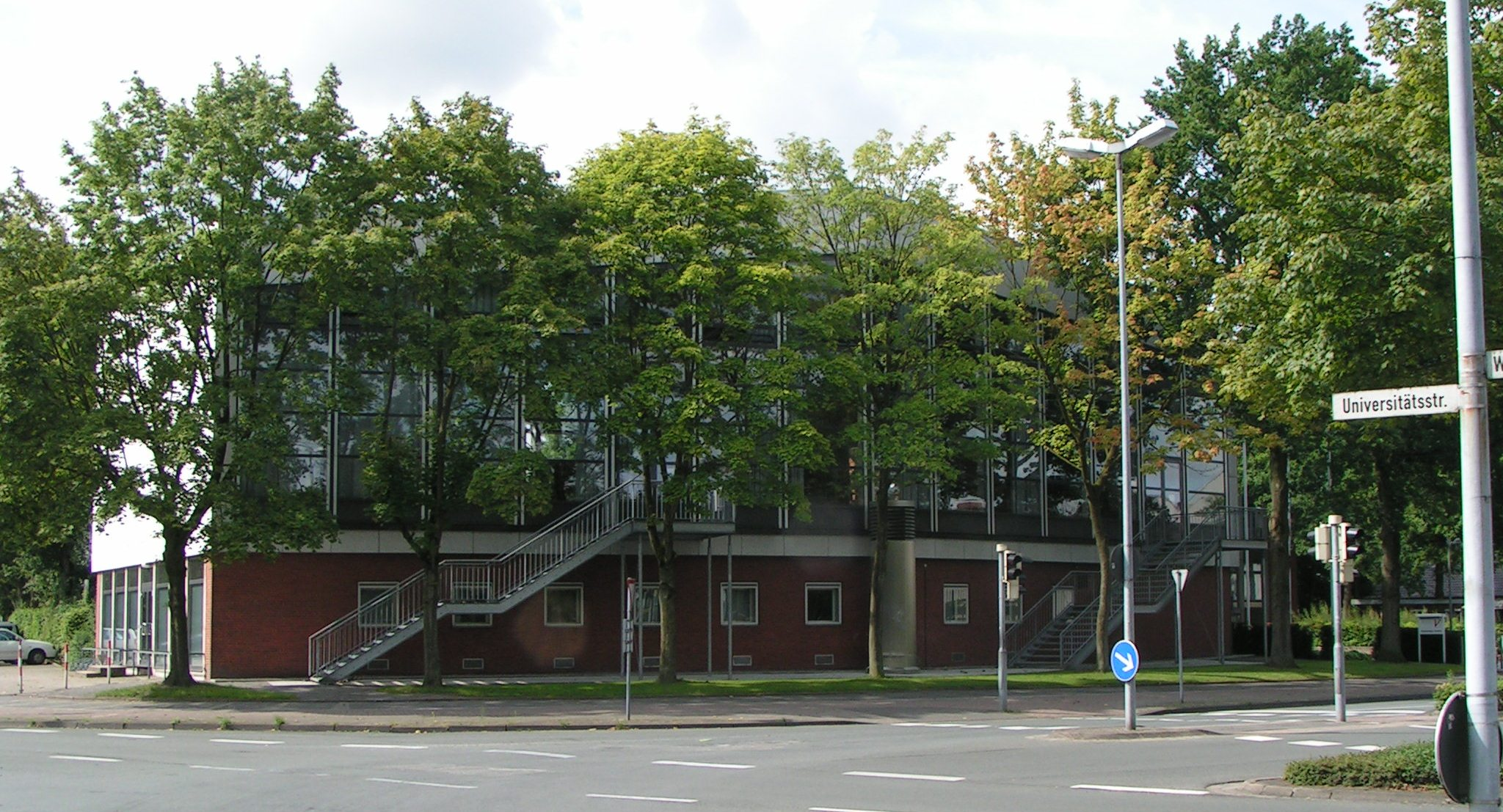
Edificio principal de la Universidad de Vechta

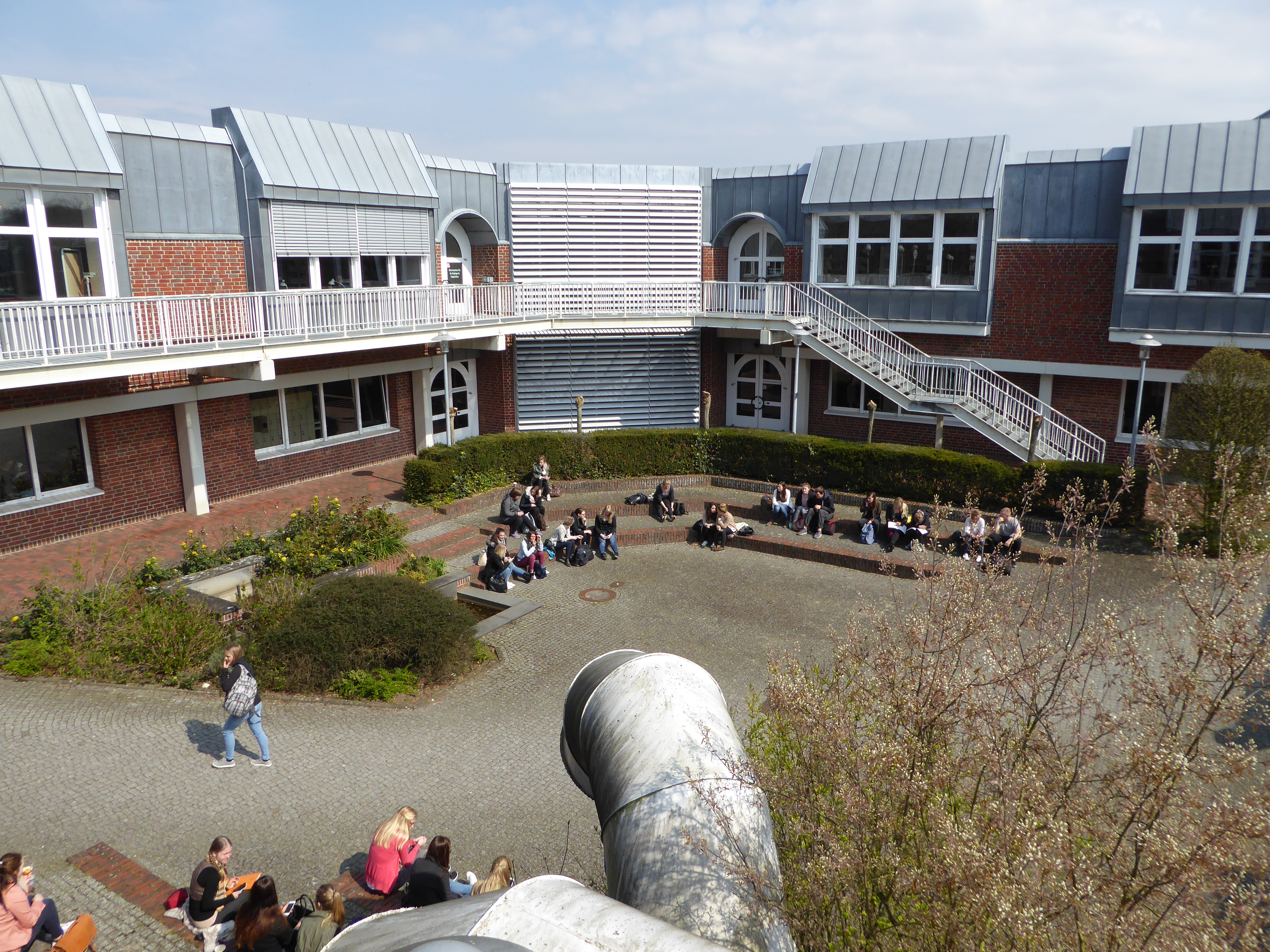
Campus Central a la hora del almuerzo. Al fondo se encuentra la biblioteca.

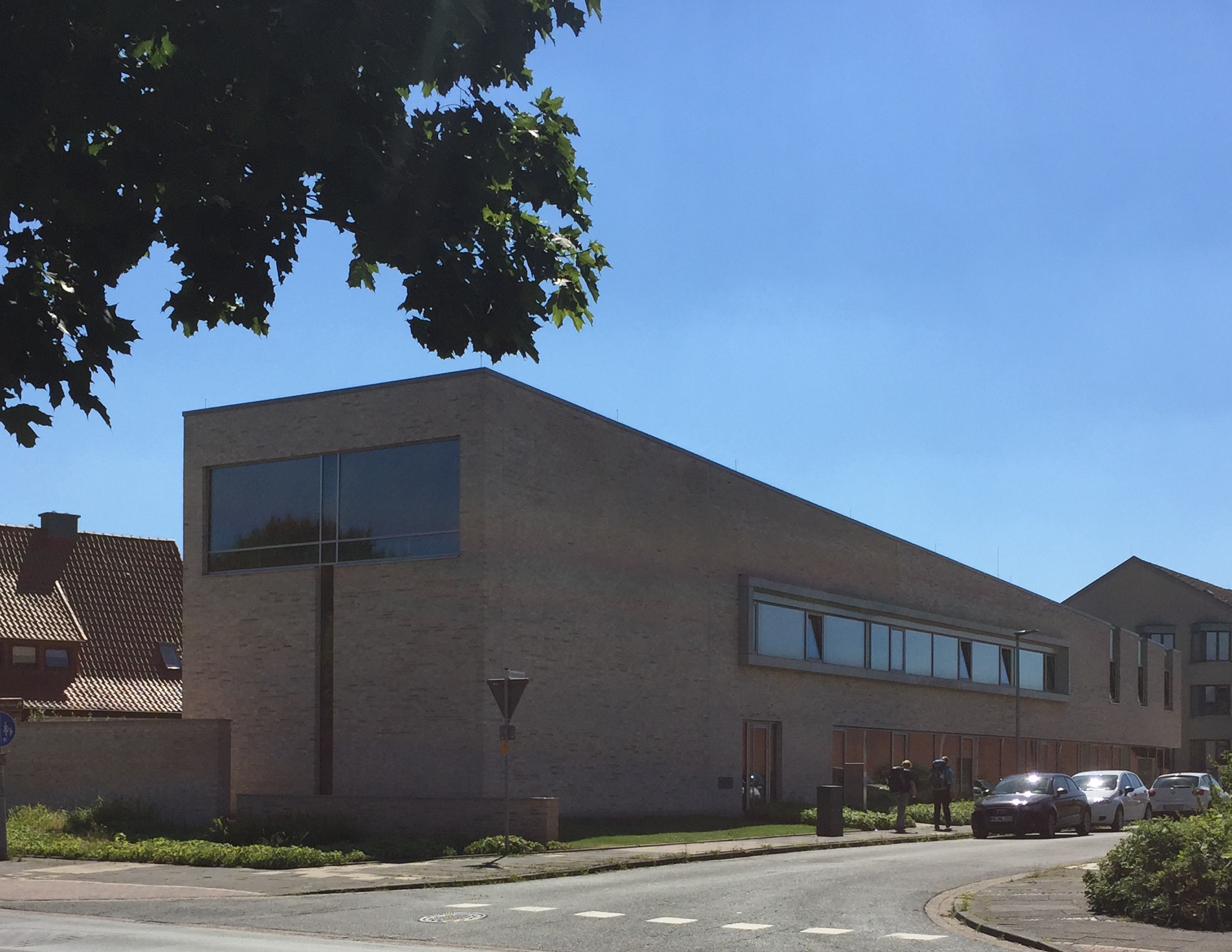
Iglesia en el campus

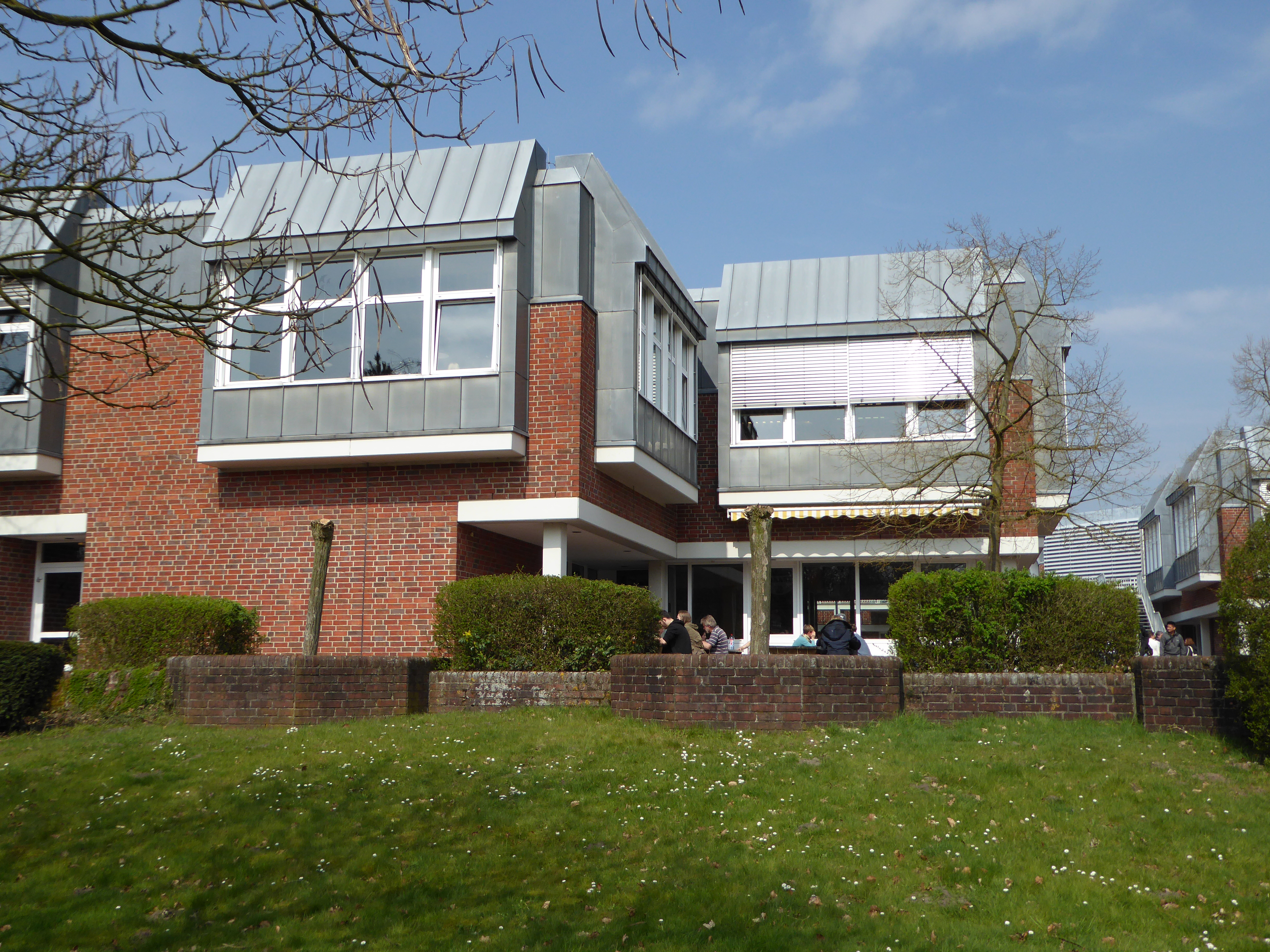
Edificio M, con restaurante y cafetería.

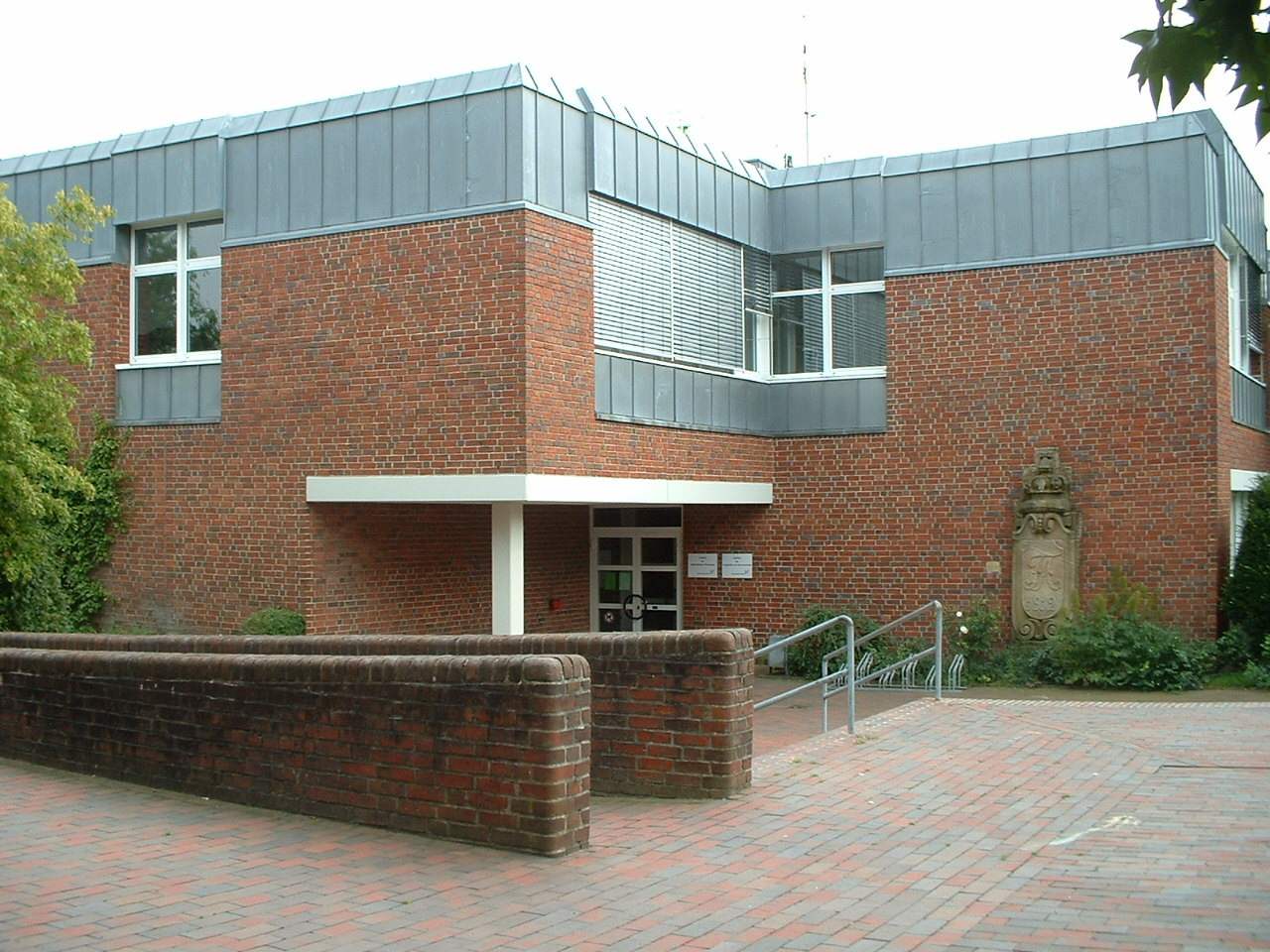
Instituto de Humanidades y Ciencias de la Cultura.

La Universidad de Vechta ( en alemán: Universität Vechta ) es una  universidad de investigación situada en Vechta, en Baja Sajonia. Sus programas de estudio se concentran en la formación de docentes, ciencias sociales, trabajo social, filosofía y gerontología.

## Historia
Con apenas 3.500 estudiantes y 274 enseñantes (2025), nació como una Escuela Superior de Educación dependiente entre 1973 y 1995 de la cercana Universidad de Osnabrück. Desde 1995 hasta 2010 tuvo oficialmente el estatus de "Universidad científica del Estado de Baja Sajonia con estatus universitario". Tras una modificación de la Ley de Educación Superior de Baja Sajonia, desde junio de 2010 puede denominarse oficialmente universidad. 
Buceando en el tiempo, Vechta como lugar de estudios existe desde el 2 de agosto de 1830, cuando se fundó una escuela normal de profesorado para el Gran Ducado de Oldemburgo, por lo que históricamente el centro de interés de esta universidad ha estado en las áreas de formación de docentes y teología católica. En efecto, en 1830 se fundó en el estado de Oldemburgo la escuela normal para la formación de maestros de enseñanza primaria y de religión católica, en un país dominado por la religión protestante. En 1861 se amplió como escuela superior de magisterio, es decir para primaria y secundaria. En 1928 se inauguró el curso de formación en Vechta. El 1 de abril de 1941, durante la Segunda Guerra Mundial, se confiscó el "Oldenburgische Lehrerbildungsanstalt Vechta i. O.", junto al Dominikanerkloster Füchtel. Tras finalizar el periodo nazi, el 19 de marzo de 1946 se restableció como Academia Pedagógica Estatal de Vechta, confesionalmente vinculada al protestantismo. Tras la incorporación de Oldemburgo al Estado federado de Baja Sajonia el 1 de noviembre de 1946, la Academia Pedagógica fue trasladada por decreto de 31 de diciembre de 1947 a la Pädagogische Hochschule (PH Vechta). En 1965, el Concordato de Baja Sajonia garantizó la formación de profesores católicos en Vechta. En 1969 las ocho escuelas superiores de educación de Baja Sajonia se unieron para formar la Facultad de Educación de Baja Sajonia. En el año 1973 se fundó la sección PH Vechta de la recién fundada Universidad de Osnabrück.